# Indravarman II.
Indravarman II. (wahrscheinlich † 1243) war ein König des Khmer-Reiches von Angkor.
Indravarman II. war ein Sohn von König Jayavarman VII. Über Indravarmans Regierungszeit sind nicht viele Aufzeichnungen erhalten, weil sein Nachfolger, Jayavarman VIII., wahrscheinlich viele historische Aufzeichnungen zerstört hat. Die einzige Inschrift, die ihn namentlich nennt, ist ein Bericht über seinen Tod im Jahr 1243. Aber auch diese Angaben werden angezweifelt, da vor kurzem eine bislang unbekannte Inschrift in Sanskrit aufgetaucht ist, die diese Datierung ändern könnte.
Indravarman war Buddhist und ihm werden auch die Vergrößerung und Fertigstellung mehrerer Bauwerke seines Vaters zugeschrieben. Während seiner friedlichen Herrschaft verlor das Khmer-Reich die Kontrolle über Champa, und das neu errichtete Königreich Sukhothai eroberte mehrere Gebiete in den westlichen Territorien. Man vermutet, dass er der so genannte Lepra-König aus den Legenden der Khmer war.